# 你家還是我家
你家還是我家（英語：Your Family or Mine）為美國情境喜劇系列，從以色列電視劇系列Sabri Maranan(希伯來語：סברי מרנן)改編。 本系列從一對年輕夫妻為主軸，奧利佛（Oliver，凱爾·霍華德飾演）與凱莉（Kelli，凯特·福斯特飾演），並輪流穿插各自的家庭與家人。2014年中，TBS電視台宣布預定「你家還是我家」十集。 並於2015年4月7日首播。

### 主要角色
- Kyle Howard 飾演 奧利佛(Oliver)，劇中男主角，與凱莉為夫妻。
- Kat Foster 飾演 凱莉(Kelli)，劇中女主角，與奧利佛為夫妻。
- Richard Dreyfuss 飾演 奧利佛的父親，路易斯(Louis)[5][6]
- 喬貝絲·威廉斯 飾演 奧利佛的母親,瑞姬(Ricky)[6]，她不太喜歡她兩個媳婦。
- Ed Begley, Jr. 飾演 凱莉父親，吉爾(Gil)[7]，是一名心理學教授。
- Cynthia Stevenson 飾演 凱莉的母親, 珍(Jan) [5]
- Danny Comden 飾演 奧利佛的哥哥，傑森(Jason)，是一名醫生。[8]
- Angela Kinsey 飾演 傑森的妻子，克萊兒(Claire)[8]
- Andrew Lees 飾演 奧利佛的弟弟，布萊克(Blake)，為花花公子，每次都帶不同女友回家。[6]
- Stephanie Hunt 飾演 凱莉最小的妹妹，丹妮，最近剛滿23歲，但還是很不成熟。(Dani)[7]
- Collette Wolfe 飾演 凱莉的大妹，肖妮(Shawni)[7]

## 全系列概要
| 季數 | 季數 | 集數 | 原始上映日期 | 原始上映日期 |
| 季數 | 季數 | 集數 | 首映日期     | 最終回日期   |
| ---- | ---- | ---- | ------------ | ------------ |
|      | 1    | 10   | 2015年4月7日 | 2015年6月9日 |

## 各集概要
TBS電視台宣布第一季總共為十集， 並於2015年4月7日在TBS系列網首映。
| 總集數 | 標題                         | 導演          | 編劇                     | 播出日期      | 製作 代碼 | 美國收視 （18–49歲） | 美國收視 （百萬） |
| ------ | ---------------------------- | ------------- | ------------------------ | ------------- | --------- | -------------------- | ----------------- |
| 1      | 試播集 Pilot                 | 蓋兒·曼庫索   | 格瑞格·梅林斯            | 2015年4月7日  | 101       | 0.44                 | 1.153             |
| 2      | 杜寧人們 The Durnins         | 約翰·懷特塞爾 | 格瑞格·梅林斯            | 2015年4月14日 | 104       | 0.37                 | 1.141             |
| 3      | 睡椅 The Couch               | 蓋瑞·哈爾佛森 | 格瑞格·梅林斯            | 2015年4月21日 | 103       | 0.47                 | 1.352             |
| 4      | 遺囑 The Will                | 戴維·崔納     | 娜塔莉·亞伯·威斯         | 2015年4月28日 | 102       | 0.45                 | 1.159             |
| 5      | 七月的聖誕 Christmas in July | 米高·謝伊     | 巴瑞·史瓦茲              | 2015年5月5日  | 109       | 0.47                 | 1.310             |
| 6      | 演講辭 The Speech            | 菲爾·路易士   | 崔西·道森                | 2015年5月12日 | 105       | 0.38                 | 1.115             |
| 7      | 五個階段 5 Stages            | 米高·謝伊     | 蕾西·瑪麗莎·弗里德曼     | 2015年5月19日 | 106       | 0.40                 | 1.170             |
| 8      | 茶水間 The Pantry            | 菲爾·路易士   | 茱麗葉·辛奈夫            | 2015年5月26日 | 107       | 0.50                 | 1.383             |
| 9      | 禮物 Presents                | 琳達·曼陀莎   | 史黛芬妮·弗曼·戴洛       | 2015年6月2日  | 108       | 0.64                 | 1.632             |
| 10     | 誓言 The Vows                | 戴維·崔納     | 麥可·雷斯柏 ＆ 納特·里格 | 2015年6月9日  | 110       | 0.47                 | 1.275             |

## 外部連結
- 互联网电影数据库（IMDb）上《你家還是我家》的资料（英文）